# Жуково (Заволжское сельское поселение)
Жуково — деревня в Ярославском районе Ярославской области. Входит в состав Заволжского сельского поселения.

## География
Находится в восточной части Ярославской области на расстоянии приблизительно 5 км на восток-северо-восток по прямой от станции Филино.

## История
В 1859 году здесь (деревня Ярославского уезда Ярославской губернии) было учтено 22 двора, в 1898 — 29.

## Население
Численность населения: 107 человек (1859 год), 27 (русские 100 %) в 2002 году, 20 в 2010.